# Stenocercus nigrocaudatus
Stenocercus nigrocaudatus — вид ігуаноподібних ящірок родини Tropiduridae. Ендемік Перу. Описаний у 2022 році.

## Поширення і екологія
Stenocercus nigrocaudatus мешкають в Перуанських Андах, в регіоні Кахамарка на півночі країни. Вони живуть в гірських тропічних лісах, на висоті від 1700 до 1892 м над рівнем моря.